# Rosa 'Harlekin'
Rosa 'Harlekin' — сорт роз из класса Плетистые крупноцветковые розы.
Регистрационное название — 'KORlupo'.

## Происхождение
Не раскрыто.
Патент: (Германия) № 1 092 739.

## Биологическое описание
Плетистая роза, клаймбер.

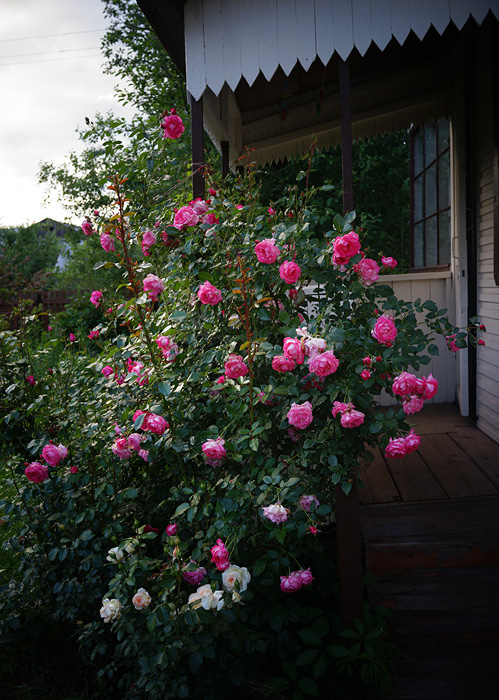
Rosa 'Harlekin'. Россия, Владимирская область

Высота растения в Западной Европе — 250—365 см. В средней полосе России — до 300 см.
Побеги жёсткие, прочные.
Листья тёмно-зелёные, блестящие.
Цветки двуцветные, махровые, до 10 см в диаметре, имеют ярко-малиновую окантовку на кремово-белом или бледно-розовом фоне. Лепестков 26—40. Цветки появляются по одному или в кистях до 5 шт.
Аромат лёгкий, сладкий, по другим данным сильный.
Цветение постоянное в течение всего сезона.
Не плодоносит.

## В культуре
Используется как декоративное садовое растение.
Переносит зимние понижения температуры до −23 °C, по другим данным сорт можно выращивать в 4b USDA-зоне (−28.9 °C... −31.7 °C).
Увядшие цветы рекомендуется удалять для более обильного последующего цветения. Побеги старше трёх лет вырезают во время весенней формирующей обрезки.